# Локмур-Уотеруэй-Эстейтс
Локмур-Уотеруэй-Эстейтс (англ. Lochmoor Waterway Estates) — статистически обособленная местность, расположенная в округе Ли (штат Флорида, США) с населением в 3858 человек по статистическим данным переписи 2000 года.

## География
По данным Бюро переписи населения США, статистически обособленная местность Локмур-Уотеруэй-Эстейтс имеет общую площадь в 6,99 квадратных километров, из которых 5,7 кв. километров занимает земля и 1,29 кв. километров — вода. Площадь водных ресурсов округа составляет 18,45 % от всей его площади.
Статистически обособленная местность Локмур-Уотеруэй-Эстейтс расположена на высоте 1 м над уровнем моря.

## Демография
| Год переписи        | Нас. |  | %±    |
| ------------------- | ---- |  | ----- |
| 1990                | 4091 |  | —     |
| 2000                | 3858 |  | −5,7% |
| 1990–2000 Источник: |      |  |       |

По данным переписи населения 2000 года, в Локмур-Уотеруэй-Эстейтс проживало 3858 человек, 1187 семей, насчитывалось 1638 домашних хозяйств и 1840 жилых домов. Средняя плотность населения составляла около 551,93 человек на один квадратный километр. Расовый состав населённого пункта распределился следующим образом: 95,70 % белых, 0,78 % — чёрных или афроамериканцев, 0,44 % — коренных американцев, 1,40 % — азиатов, 0,10 % — выходцев с тихоокеанских островов, 1,24 % — представителей смешанных рас, 0,34 % — других народностей. Испаноговорящие составили 3,55 % от всех жителей статистически обособленной местности.
Из 1638 домашних хозяйств в 22,8 % воспитывали детей в возрасте до 18 лет, 62,6 % представляли собой совместно проживающие супружеские пары, в 7,6 % семей женщины проживали без мужей, 27,5 % не имели семей. 21,7 % от общего числа семей на момент переписи жили самостоятельно, при этом 11,5 % составили одинокие пожилые люди в возрасте 65 лет и старше. Средний размер домашнего хозяйства составил 2,36 человек, а средний размер семьи — 2,73 человек.
Население статистически обособленной местности по возрастному диапазону по данным переписи 2000 года распределилось следующим образом: 18,3 % — жители младше 18 лет, 5,5 % — между 18 и 24 годами, 20,3 % — от 25 до 44 лет, 31,0 % — от 45 до 64 лет и 24,9 % — в возрасте 65 лет и старше. Средний возраст жителей составил 48 лет. На каждые 100 женщин в Локмур-Уотеруэй-Эстейтс приходилось 92,5 мужчин, при этом на каждые сто женщин 18 лет и старше приходилось 89,2 мужчин также старше 18 лет.
Средний доход на одно домашнее хозяйство статистически обособленной местности составил 50 987 долларов США, а средний доход на одну семью — 56 250 долларов. При этом мужчины имели средний доход в 39 430 долларов США в год против 30 366 долларов среднегодового дохода у женщин. Доход на душу населения статистически обособленной местности составил 50 987 долларов в год. 1,2 % от всего числа семей в населённом пункте и 3,2 % от всей численности населения находилось на момент переписи населения за чертой бедности, при этом 3,4 % из них были моложе 18 лет и 2,1 % — в возрасте 65 лет и старше.